# Гардабани
Гардабани (на грузински: გარდაბანი) е град в Югоизточна Грузия, център на едноименния район в област Квемо-Картли.

## География
Гардабани е разположен на брега на река Кура, в обширното Самгорско поле. Градът се намира на 33 km южно от столицатаТбилиси. Има издължена форма в посока север-юг, а застройките са разположени по протежение на улица „Агмашенебели“. Гардабани се намира на 8 km от гр. Рустави и административно е негово предградие.

## История
През 18 век Гардабани се намира в пределите на областта Борчали, която се владее от царя на Картли Ираклий II. След убийството на иранския шах Надир-шах Афшар през 1747 г. в Азербайджан се образуват над 20 ханства и султанства, в т.ч. и Борчалинския султанат, в чиито граници влиза Гардабани, под името Гараязи. Днес територията на султаната е разделена между Грузия и Армения.
След присъединяването на Южен Кавказ към Русия, изселването на азербайджанци от Грузия придобива масов характер. Част от тях, живеещи в Гардабани, се изселват в турската Карска провинция. След падането на Романови, в Южен Кавказ се създават три независими републики, които имат териториални претенции една спрямо друга. След обявяването на независимостта на Грузия на 26 май 1918, правителството официално определя границите на своята държава, в които попада Борчали, заедно с град Гардабани. В спорната област веднага са изпратени грузински войски, които да защитят териториалното право на страната.
По предложение на Азербайджан, която има териториални претенции към областта на база етнически състав, е създадена международна арбитражна комисия, която да определи границите между Грузия, Армения и Азербайджан. Комисията не стига до решение и трите района – Борчалински, Гараязки (Гардабански) и Сигнахски остават спорни територии. Малко по-късно, през 1919 година, на Парижката мирна конференция, представителите на великите сили признават де-факто трите южнокавказки републики, но решение за спорните области не е взето.
Във връзка със спорните земи на 17 декември 1918 г. Армения официално обявява война на Грузия. Военните действия се развиват главно в Борчалински район и местното азербайджанско население дава много жертви. След 14 дни, със съдействието на Англия и Франция, войната е прекратена. На конференция в Тифлис (Тбилиси) в началото на януари, се решава, че граничната линия между двете държави ще минава по огневата линия между техните войски. Днешната граница между Грузия и Армения почти съвпада с тази линия. Бившият Борчалински район е разделен на 3 части – северната е предадена на Грузия, южната – на Армения, а Лорийски район е обявен за неутрална зона. Така Гардабани окончателно остава в пределите на Грузия.
В продължение на годините в околностите на града са провеждани различни сражения, в т.ч. и битката за Тбилиси през 1921 година, епизод от Руско-Грузинската война.
Някога близо до Гардабани се е намирало асирийско село, но с разрастването на града, то е включено в неговите черти като един от кварталите му. Селището неколкократно сменя името си, но последното название, преди Гардабани, е Гараязи (Караязи). Преименувано е през 1947 година, когато наблизо е открита средновековната крепост Гаратепе. Получава статут на град през 1969 г. През 1981 г. към града е присъединено село Ждановка.

## Население
Близостта на града до Азербайджан е предопределила и етническия му състав – населението е преобладаващо азербайджанско. В едноименния район около града живеят 48 781 души от азербайджански произход, които представляват 49% от цялото му население.
Според архивни материали, през 1886 г. населението на Гардабани, тогава Гараязи, е 5549 души. От тях 5249 са азербайджанци, 120 грузинци, 35 арменци и 145 други народности. През 1970 г. населението на града е 9000 жители, а през 1989 г. нараства на 17 176 души, от които 8280 мъже и 8896 жени. През 2002 се забелязва рязко намаление до 11 900 души, а през 2014 тенденцията е към увеличение и жителите наброяват вече 15 100.

## Климат
Градът се намира в югоизточната част на Грузия, където около Гардабани и Рустави растителността е степна, а климатът е сух и горещ, подобен на този в Азербайджан.
| Показател                             | януари | февруари | март | април | май  | юни  | юли  | август | септември | октомври | ноември | декември |
| ------------------------------------- | ------ | -------- | ---- | ----- | ---- | ---- | ---- | ------ | --------- | -------- | ------- | -------- |
| Средна максимална температура (°C)    | 6,7    | 8,2      | 12,7 | 18,6  | 22,9 | 27,7 | 31,2 | 31,3   | 26,4      | 19,9     | 12,9    | 7,9      |
| Абсолютна максимална температура (°C) | 21,1   | 22       | 27,1 | 34,3  | 37   | 38,2 | 40   | 40,4   | 36,4      | 32,2     | 25      | 19,3     |
| Средна минимална температура (°C)     | -1,5   | -0,9     | 2,7  | 7,5   | 12   | 16   | 19,7 | 19,7   | 15,2      | 9,8      | 3,9     | -0,2     |
| Абсолютна минимална температура (°C)  | -11    | -11,7    | -8,1 | -5    | 2,1  | 5,9  | 10,4 | 10,9   | 3         | 0        | -6,8    | -14,3    |
| Среднодневни валежи (mm)              | 0,6    | 1,1      | 1,3  | 2     | 1,9  | 2,8  | 1    | 1      | 1,1       | 1,4      | 0,8     | 0,7      |
| Средномесечни валежи (mm)             | 18,2   | 30,7     | 39,4 | 59,9  | 60   | 82,9 | 30   | 32,3   | 33,9      | 42,2     | 24,8    | 20,6     |
| Среден брой снежни дни                | 6      | 6        | 3    | 1     | 0    | 0    | 0    | 0      | 0         | 0        | 2       | 4        |
| Среден брой мъгливи дни               | 4      | 2        | 1    | 0     | 0    | 0    | 0    | 0      | 0         | 1        | 2       | 5        |

## Религии
Тъй като градът е населен главно с азербайджанци, преобладаващата религия е ислям, а хората са шиитски мюсюлмани. През 2010 г. мюсюлманската общност в Грузия провежда проучвания, в рамките на които са интервюирани мюсюлмани-азербайджанци в Тбилиси, Марнеули, Гардабани и други населени места в Квемо-Картли. Поставени са въпроси за броя, националния състав, обитаваните от мюсюлмани грузински райони, броя на джамиите, свещенослужителите и системата на религиозно образование. Изследвана е дейността на ислямските културно-просветни организации и е определено нивото на проникване на религиозните норми в съзнанието на грузинските мюсюлмани.

## Култура
Обектите на културата в Гардабани са представени от Историческия музей, открит през 1990 г. Намира се на ул. „Агмашенебели“ и заема 160 m2, от които експозиционна площ 100 m2. Разполага с 2000 експоната, открити при археологически разкопки в района на града и в историческата област Кухети. Представени са експонати от Каменната и Бронзова епохи, от Античността и Средновековието. Това са колекции от оръдия на труда, от оръжия, стари музикални инструменти, керамични, сребърни и медни съдове от различни епохи, занаятчийски инструменти, народни облекла и аксесоари. Музеят се посещава средно от около 2100 души годишно.

## Икономика
Преобладаващата промишленост в града е леката. В него работят консервен комбинат, трикотажна фабрика, завод за строителни материали, предприятие за производство на картон и рубероид.
През януари 2014 г. започва изграждането на ТЕЦ „Гардабани“. Проектът е финансиран съвместно от Фонда за партньорство (PF), държавно акционерно дружество, и грузинския му партньор в лицето на дъщерната фирма Georgian Oil and Gas Corporation (GOGC). Строителството е изпълнено от турската компания „Çalık Enerji“ и през юли 2015 г. централата влиза в експлоатация.
ТЕЦ-ът е с мощност 230 мегавата, снабдява изцяло Тбилиси с електричество и е най-големият енергиен проект в страната. Комбинираният му цикъл е изчислен да произвежда 1,8 милиарда киловатчаса годишно и е първият по рода си в Грузия. Той притежава резервен капацитет да снабдява енергийната мрежа в страната в продължение на 25 до 30 минути, в случай на прекъсване на захранването, което гарантира устойчивостта на цялата система. Съоръжението е разположено на площ от 3 ha и се състои от две газови турбини GE 6FA, една парна турбина 85MW, два парни котела и два газови компресора.

## Транспорт
Пътищата около Гардабани не са в добро състояние. Пътят от града към Сагареджо е тесен, неасфалтиран, ненатоварен и по него не се движат рейсове. По принцип междуградският автобусен транспорт не достига до града. Не съществува и автобусна връзка със селата.
Въпреки че железопътният транспорт в Грузия е в криза, той е най-популярен сред населението и най-често използван. Градът е голям железопътен възел, има пътническа жп гара, разположена на линията Азербайджан – Гардабани – Тбилиси – Батуми, с отклонение към Кутаиси.
На 10 km южно от него е най-оживеният граничен контролно-пропускателен пункт към Азербайджан – „Червеният мост“, железопътният КПП „Гардабани“ и по-малко известният КПП „Вахтангиси“. До КПП „Червеният мост“ се стига по магистрала М27, която не минава през града. Под Гардабани съществува и друг, черен път към границата, но е в много лошо състояние и на него няма КПП.

## Крайградски забележителности
До града се намира природният резерват „Гардабани“, разположен в близост до Азербайджан, на територия от 3484 ha. Заема части от районите Гардабани и Марнеули. Резерватът е създаден за защита на древни, изрязани черти по камъните и характерните флора и фауна в областта. Територията му е с богато историческо минало.
Главната ценност на флората са заливните гори, в които растат сива и черна топола, бяла върба, трепетлика, дъб, планински бряст и други. Резерватът е с високо ниво на биологично разнообразие – обитаван е от 21 вида риби, 4 вида земноводни, 4 вида влечуги, 135 вида птици и 26 вида бозайници.